# Movimento de Ação Popular
O Movimento de Ação Popular (em inglês People's Action Movement ou PAM) é um partido político de São Cristóvão e Neves.

O PAM foi o primeiro partido a assumir o país após a independência, em 1983, em coalizão com o NRP. Nas últimas eleições legislativas do país em 2004, o partido conseguiu 31.7 % dos votos e 1 dos 11 assentos da Assembleia. A líder do partido é Lindsay Grant.